# Verde primavera
Verde primavera è il colore mostrato nella tabella.
Si tratta di un colore web ed il primo utilizzo del termine "verde primavera" per indicare tale colore è stato nel 1766.
Verde menta è il colore mostrato nella tabella a destra, una tonalità molto brillante del verde primavera.
Menta magica è il colore mostrato nella tabella a destra.
Si tratta di una tinta più chiara del verde primavera. La Crayola ha inventato questo colore nel 1990.
Verde primavera medio è il colore mostrato nella tabella a destra.
Si tratta di colore web, molto più vicino al ciano che al verde.
Verde caraibico è il colore mostrato nella tabella a destra.
Si tratta di colore web. La Crayola ha inventato questo colore nel 1997.
Verde giungla è il colore mostrato nella tabella a destra.
Menta è il colore mostrato nella tabella a destra.
Verde primavera scuro è il colore mostrato nella tabella a destra.

## Confronto delle varie tonalità di verde primavera
- Menta magica (Crayola) (Hex: #AAF0D1) (RGB: 170, 240, 209)
- Verde menta (Hex: #98FF98) (RGB: 152, 255, 152)
- Verde primavera (Hex: #00FF7F) (RGB:  0, 255, 127)
- Verde primavera medio (Hex: #00FA9A) (RGB:  0, 250, 154)
- Verde caraibico (Crayola) (Hex: #00CC99) (RGB:  0, 204, 153)
- Menta (Hex: #3EB489) (RGB:  62, 180, 137)
- Verde primavera scuro (Hex: #177245) (RGB:  23, 114, 69)
- Verde giungla (Crayola) (Hex: #3BB08F) (RGB:  59, 176, 143)
- Verde pino (Crayola) (Hex: #158078) (RGB:  21, 128, 120)